# Argininemia
La argininemia, también denominada deficiencia de arginasas, es una enfermedad relacionada con el metabolismo de los aminoácidos. Es una enfermedad genética autosómica recesiva que no deja que el cuerpo produzca esta enzima para metabolizar las argininas. Las proteínas en el cuerpo son fundamentales para muchos procesos biológicos. Estas proteínas necesitan unas enzimas para poder ser metabolizadas y ser usadas por el cuerpo, cuando una de estas enzimas no funciona correctamente o simplemente no está en el cuerpo crean mal funcionamiento y mal procesamiento de las proteínas. Cuando una persona tiene deficiencia de Arginasas tiene problemas en la eliminación del amoniaco en el cuerpo. Esta deficiencia entra en el grupo de enfermedades llamadas «UCD» que son alteraciones en el ciclo de la urea (Schmitt, Kathy) ya que la enzima arginasa no descompone el aminoácido de arginina y asimismo no se elimina el amoniaco fuera del cuerpo, haciendo que se acumule en la sangre creando problemas de salud. Cuando hay acumulación de amoniaco y de argininas en el cuerpo puede generar problemas hepáticos como cirrosis o hepatitis, porque el hígado ya es incapaz de eliminar los componentes tóxicos (Dugdale, David). Cuando este exceso de amoniaco llega al cerebro puede causar problemas en la memoria, generar mareo, somnolencia y en los peores casos inducir al paciente a convulsionar hasta a un coma (CSIC).

## Epidemiología
La incidencia de esta afección se estima entre 1/800.000 y 1/1.000.000. Afecta por igual a hombres y mujeres.